# Sébastien Portal
Sébastien Portal (født 4. juni 1982) er en fransk tidligere professionel cykelrytter.